# Municipio de Grant (Pensilvania)
El municipio de Grant (en inglés: Grant Township) es un municipio ubicado en el condado de Indiana en el estado estadounidense de Pensilvania. En el año 2000 tenía una población de 696 habitantes y una densidad poblacional de 10 personas por km².

## Geografía
El municipio de Grant se encuentra ubicado en las coordenadas 40°47′00″N 78°57′00″O / 40.78333, -78.95000.

## Demografía
Según la Oficina del Censo en 2000 los ingresos medios por hogar en la localidad eran de $27,500 y los ingresos medios por familia eran de $38,864. Los hombres tenían unos ingresos medios de $25,469 frente a los $16,346 para las mujeres. La renta per cápita de la localidad era de $13,697. Alrededor del 14,9% de la población estaba por debajo del umbral de pobreza.